# Scala H0

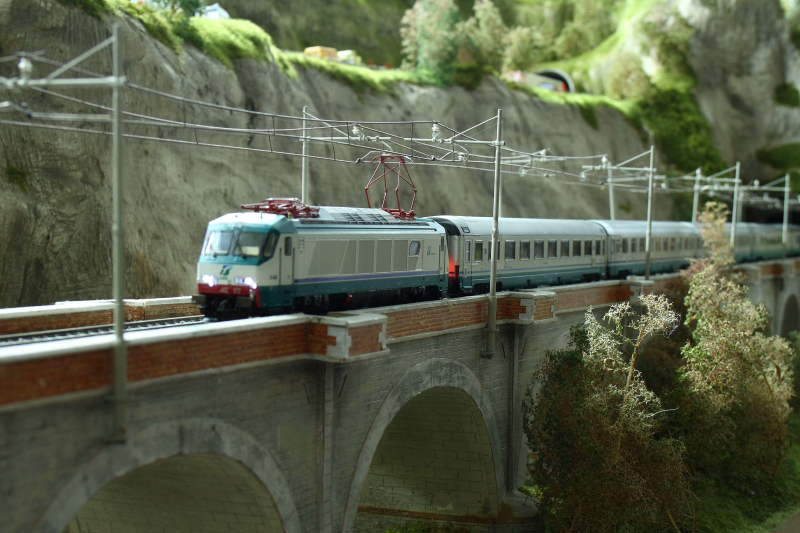
Plastico ferroviario in scala H0.

La scala H0, o h0, è una scala di modellismo ferroviario pari alla scala 1:87. È la scala di modellismo ferroviario più diffusa al mondo.

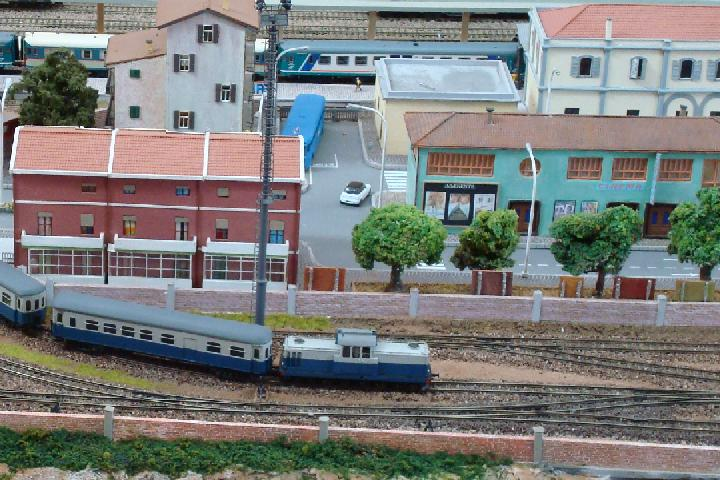
Plastico ferroviario scartamento ridotto in scala H0m.

## Storia
Il nome deriva dal tedesco Halb-null (metà-zero). Introdotta nell'anno 1930 nel Regno Unito, all'inizio come alternativa alla scala 00, trova popolarità alla fine degli anni cinquanta, quando iniziò a declinare il trenino giocattolo in favore di un maggiore realismo nella riproduzione dei dettagli. Negli anni sessanta supera come popolarità la scala 0. Attualmente l'H0 è molto popolare in Europa e nell'America settentrionale (l'azienda Walthers, ad esempio, produce modelli in scala H0).
In particolare in Italia, dopo le traversie della Rivarossi le aziende che sono presenti sul mercato (Acme, OsKar, Vitrains) presentano modelli esclusivamente in scala H0.

## Descrizione
La scala H0 corrisponde esattamente alla scala 1:87. La distanza tra le rotaie H0 è di 16,5 mm e riproduce fedelmente lo scartamento standard. È importante sapere che ci sono varianti con scartamento ridotto, la H0m con binari distanti 12 mm e la H0e dove la distanza è di soli 9 mm.
Le regole date dalle associazioni internazionali dei modellisti fanno corrispondere queste varianti alle riproduzioni degli scartamenti reali da 1250 mm a 850.

## Galleria d'immagini

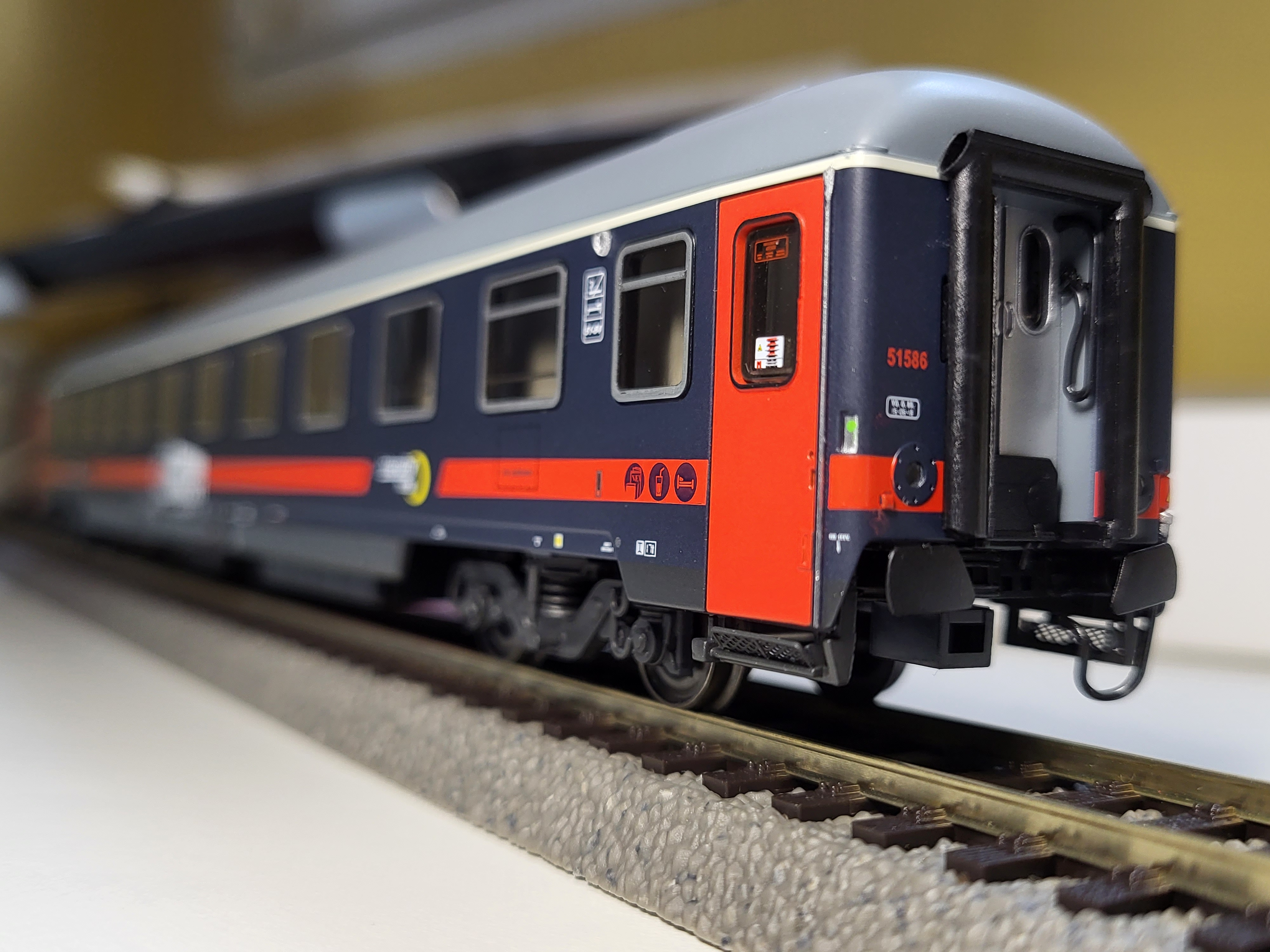
Riproduzione A.C.M.E. in scala H0 di una carrozza tipo UIC-X a cuccette (98R, T4), nella nuova livrea Intercity Notte, destinata agli InterCity Notte (A.C.M.E. 50874).
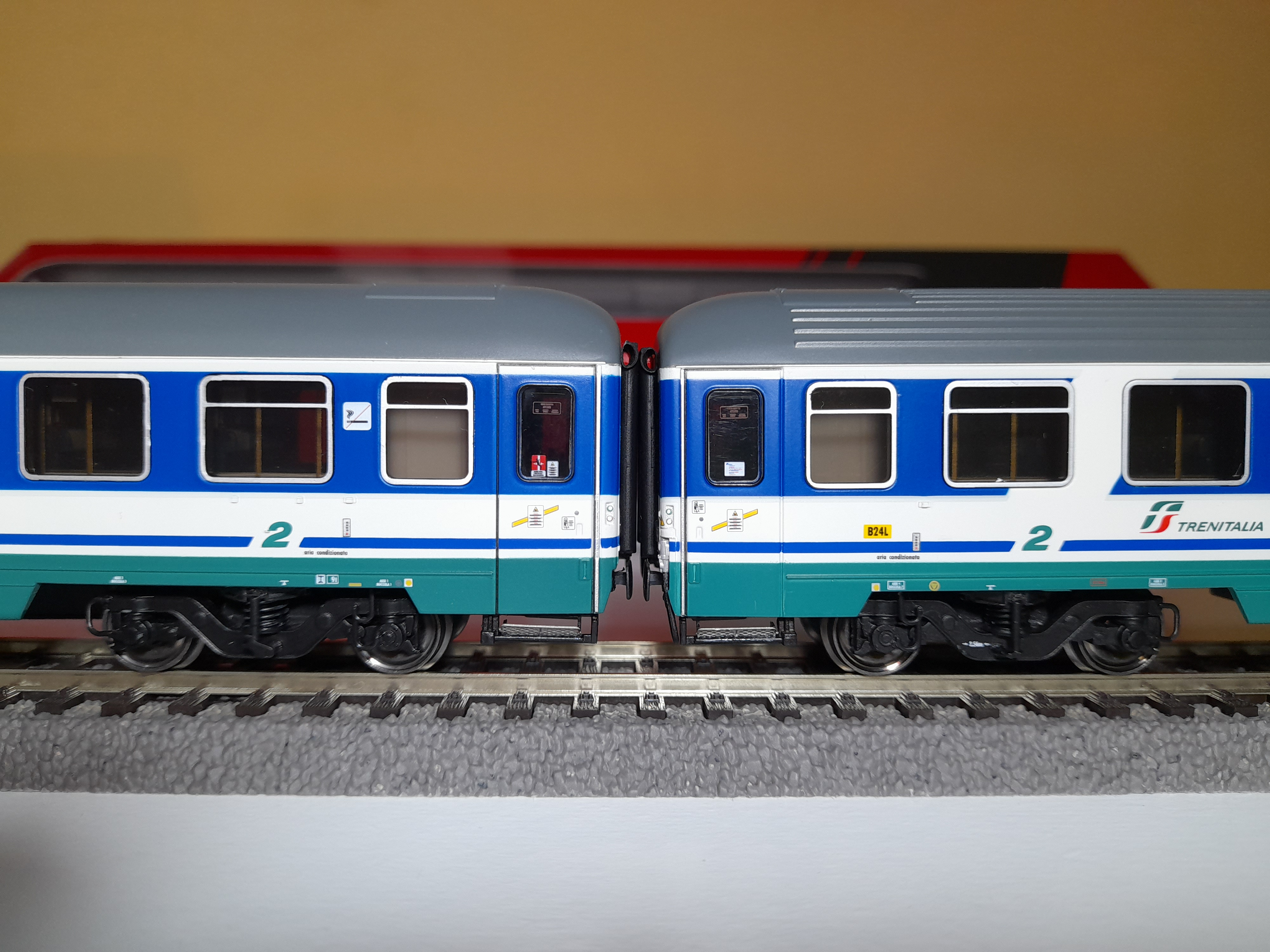
Riproduzione A.C.M.E. in scala H0 di due carrozze tipo UIC-X (revisione "Giubileo"), in livrea XMPR PAX, destinate agli InterCity Notturni e Diurni (A.C.M.E. 50796 e 50797), fotografate dal lato del corridoio.
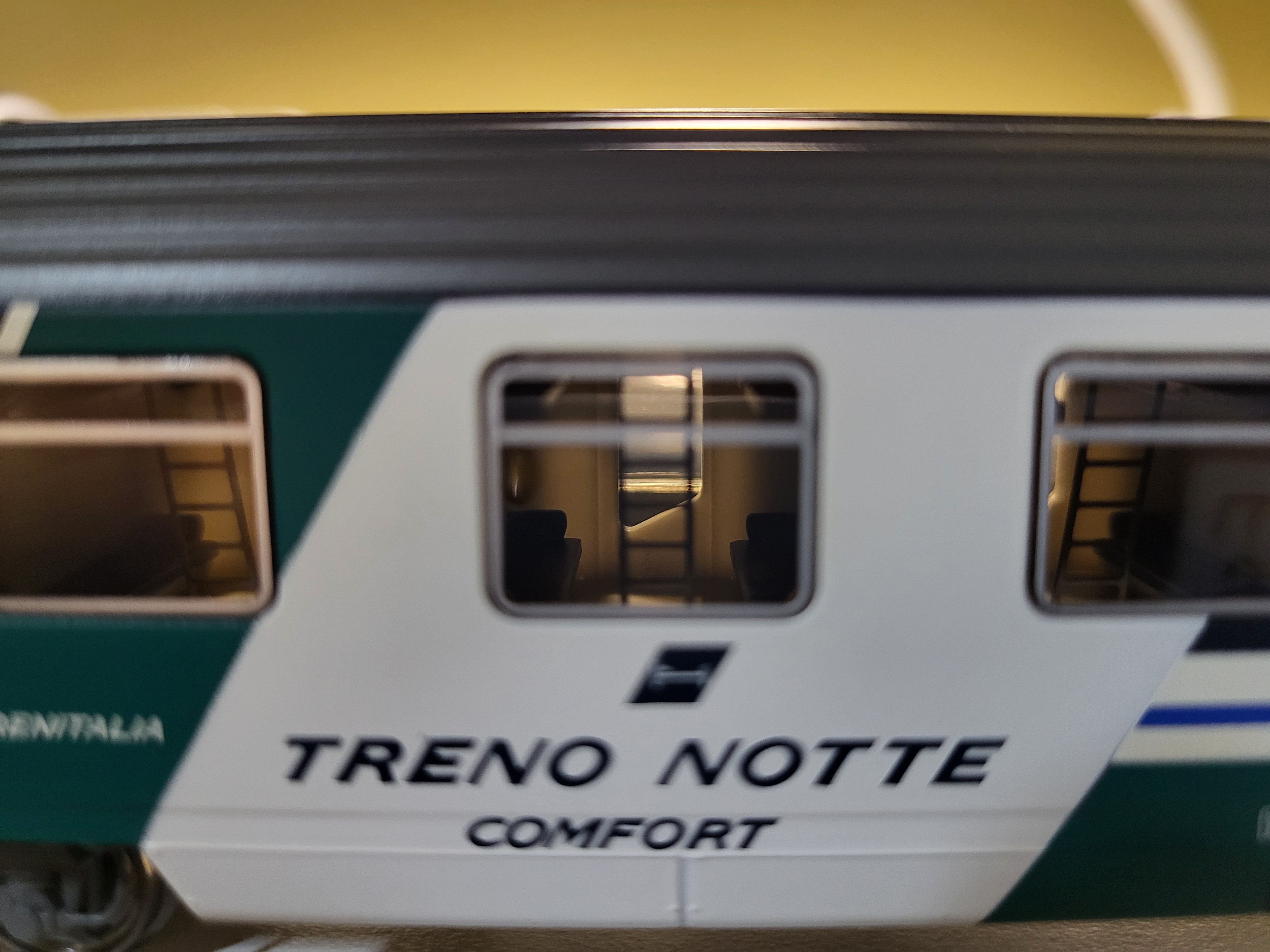
Particolare degli interni di una carrozza tipo UIC-X a cuccette (95R, T4), in livrea XMPR (Treno Notte) (A.C.M.E. 50875, scala H0), in particolare di uno degli scompartimenti.
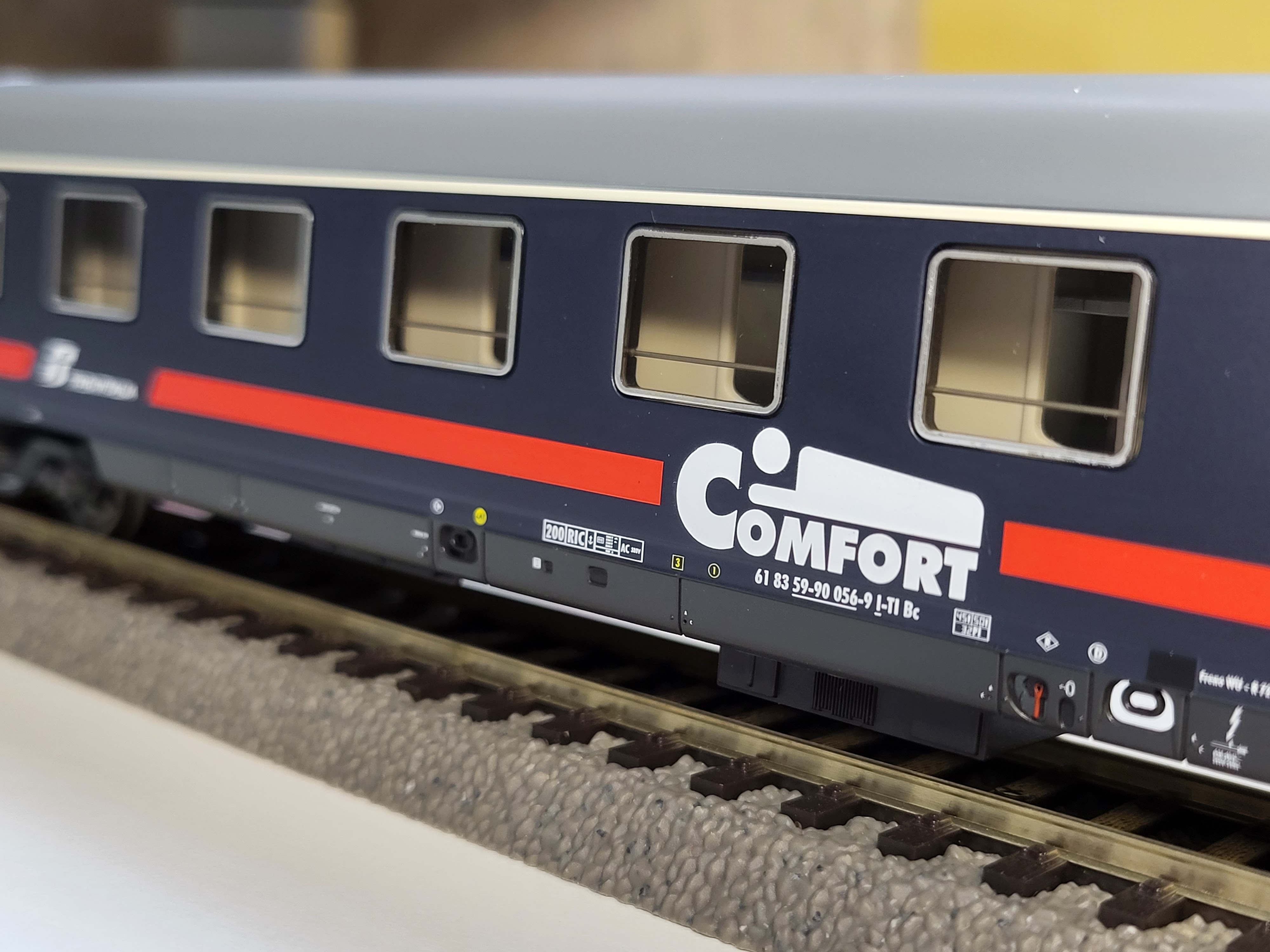
Riproduzione A.C.M.E. in scala H0 di una carrozza tipo UIC-X a cuccette (98R, T4), nella nuova livrea Intercity Notte, destinata agli InterCity Notte (A.C.M.E. 50874), fotografata dal lato del corridoio.
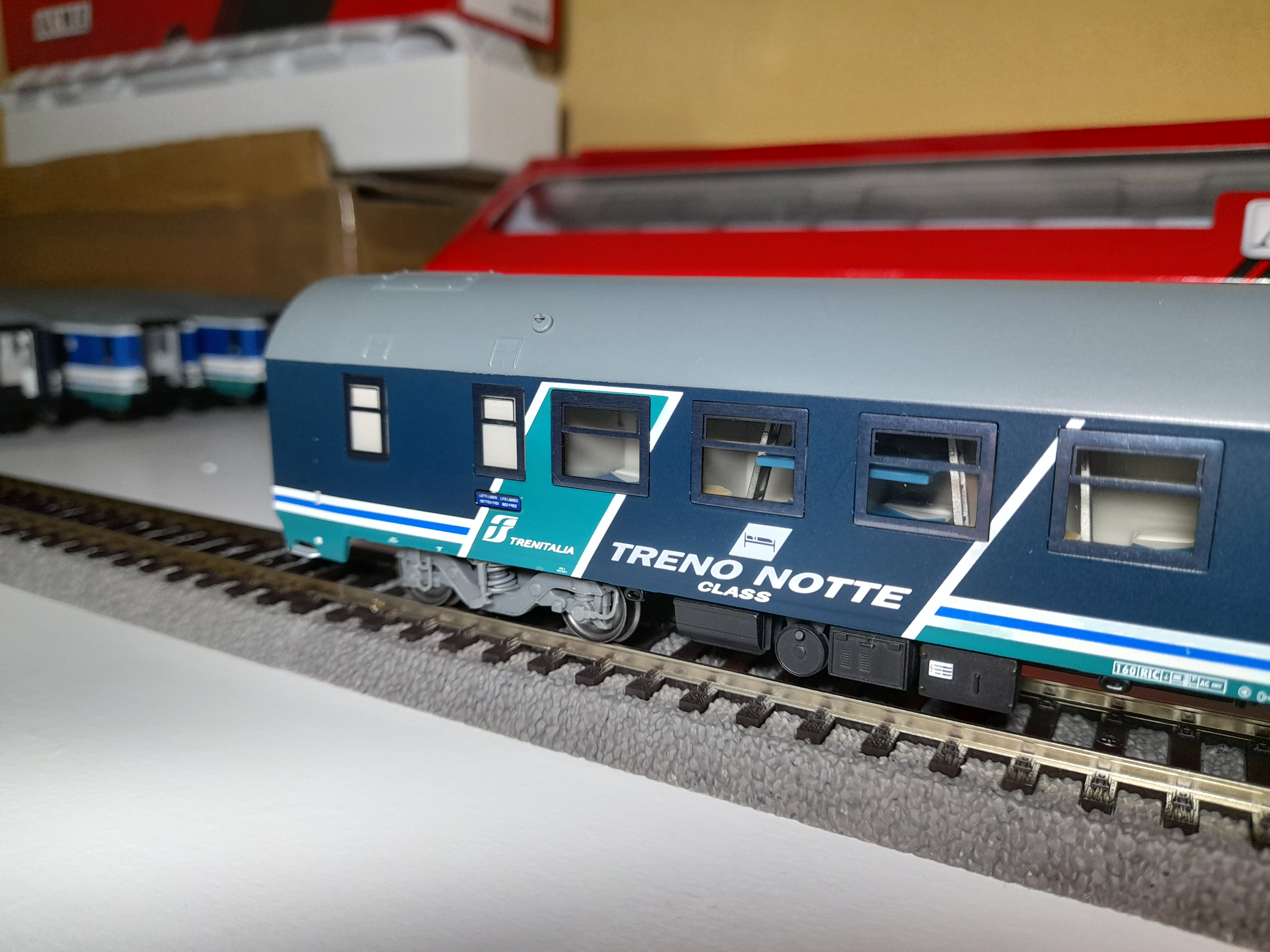
Riproduzione A.C.M.E. in scala H0 di una carrozza letti, tipo MU (revampizzata), in livrea XMPR (Treno Notte), destinata agli InterCity Notte (A.C.M.E. 50567), fotografata dal lato degli scompartimenti.
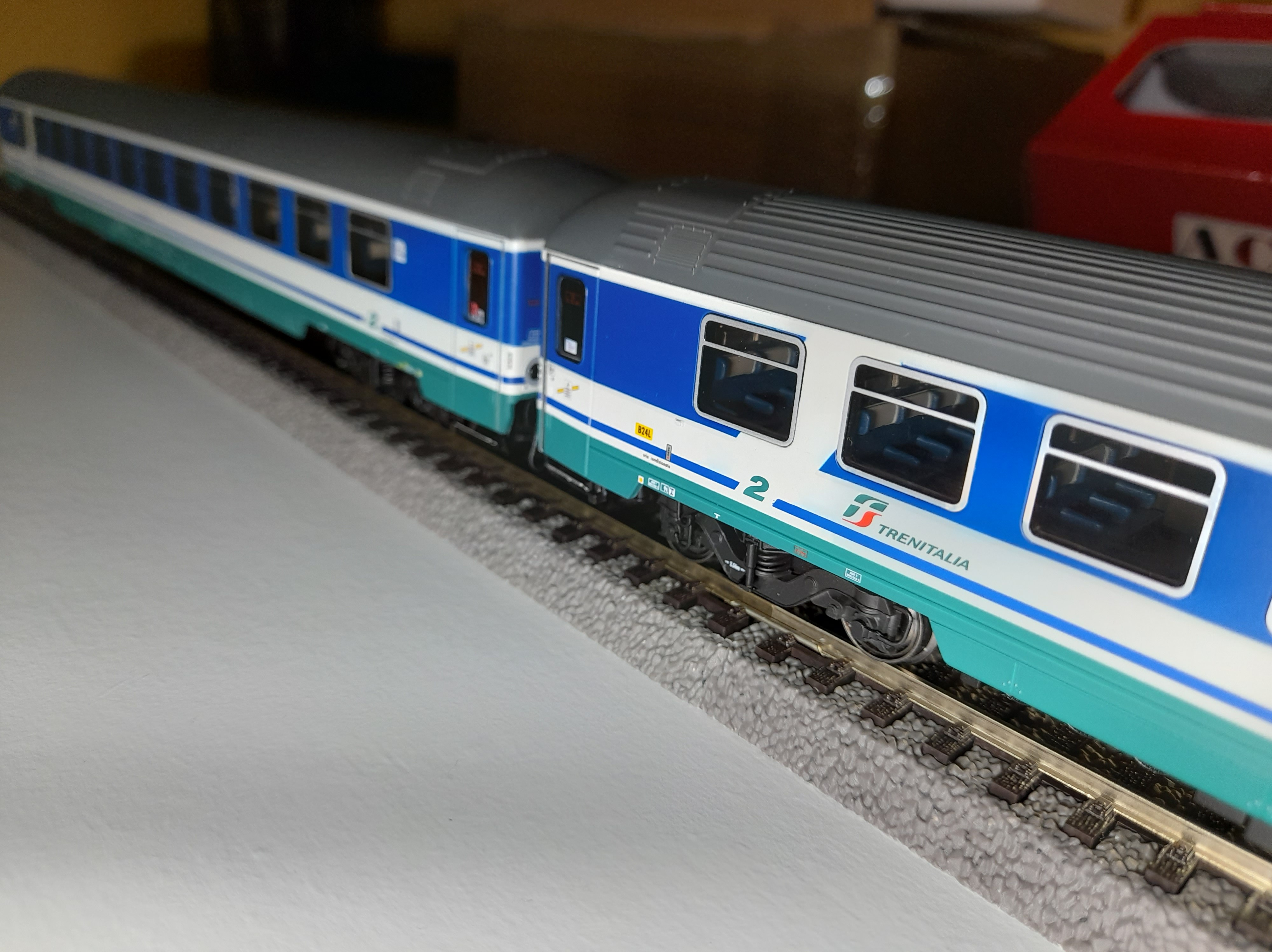
Veduta di alcuni scompartimenti di una carrozza tipo UIC-X (revisione "Giubileo"), in livrea XMPR PAX, scala H0 (A.C.M.E. 50797).
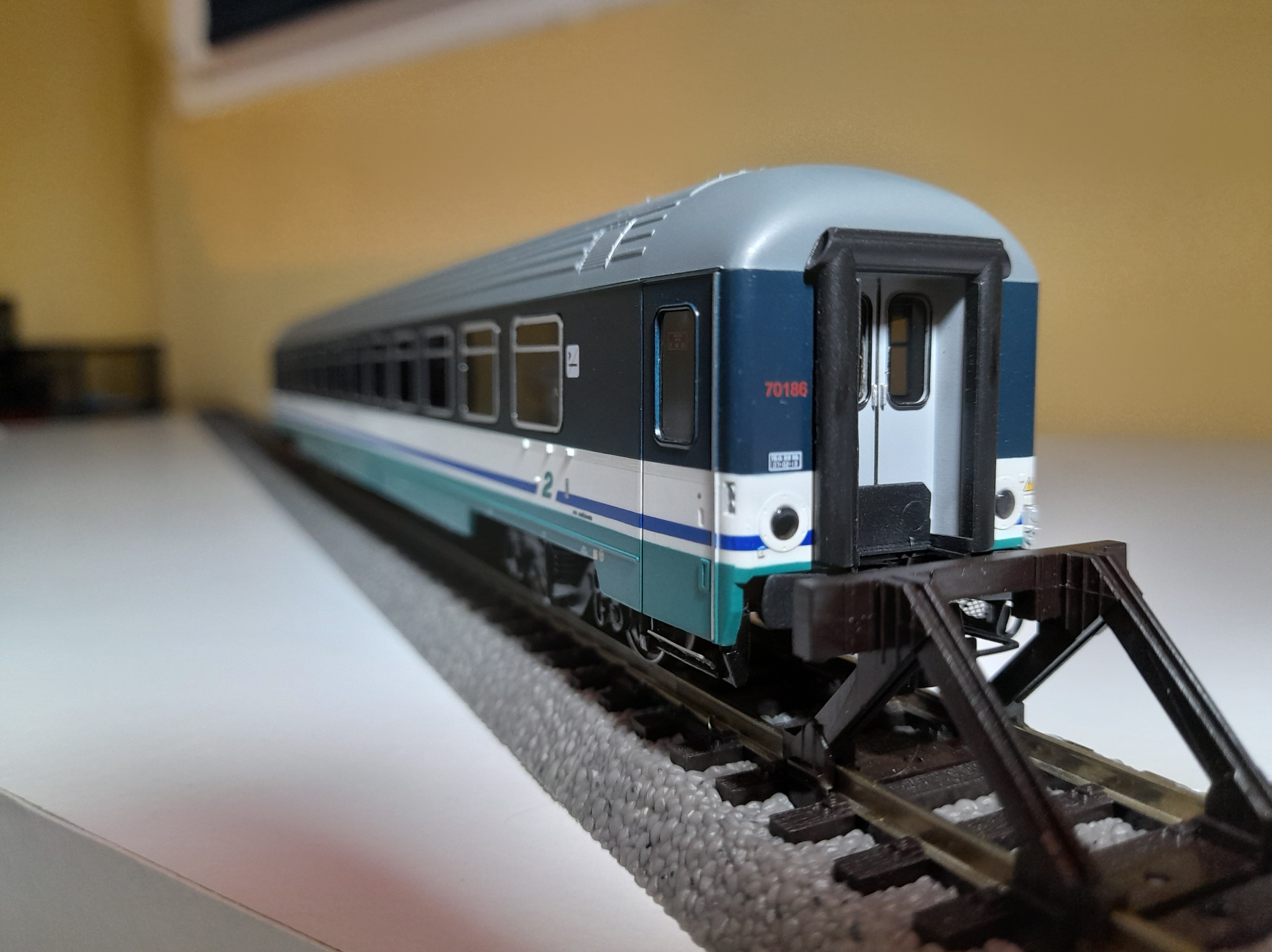
Riproduzione A.C.M.E. in scala H0 di una carrozza tipo UIC-X (revisione "Giubileo"), in livrea XMPR (ICN), destinata agli InterCity Notte (A.C.M.E. 50798).
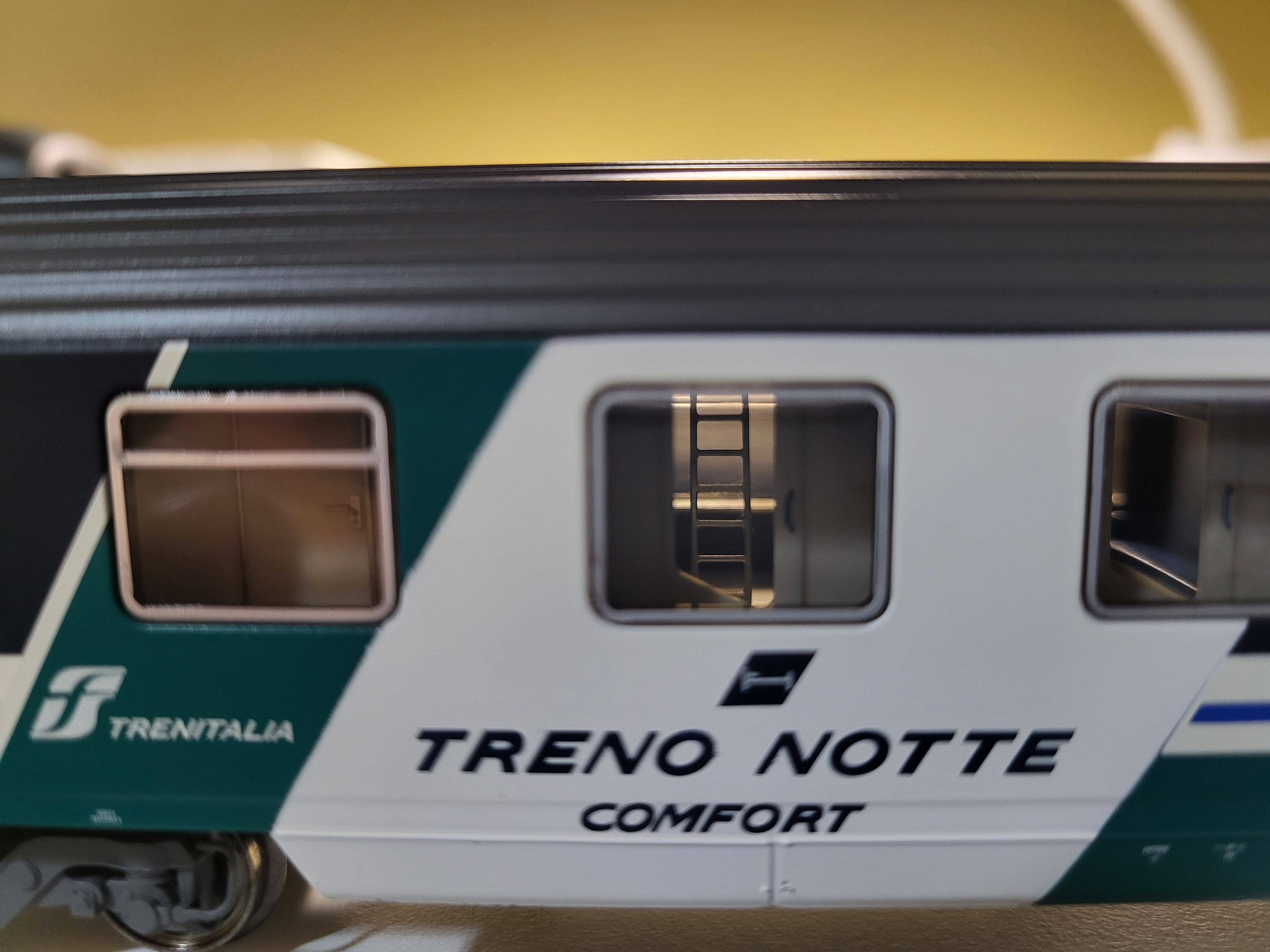
Particolare degli interni di una carrozza tipo UIC-X a cuccette (95R, T4), in livrea XMPR (Treno Notte) (A.C.M.E. 50875, scala H0), in particolare di uno degli scompartimenti.
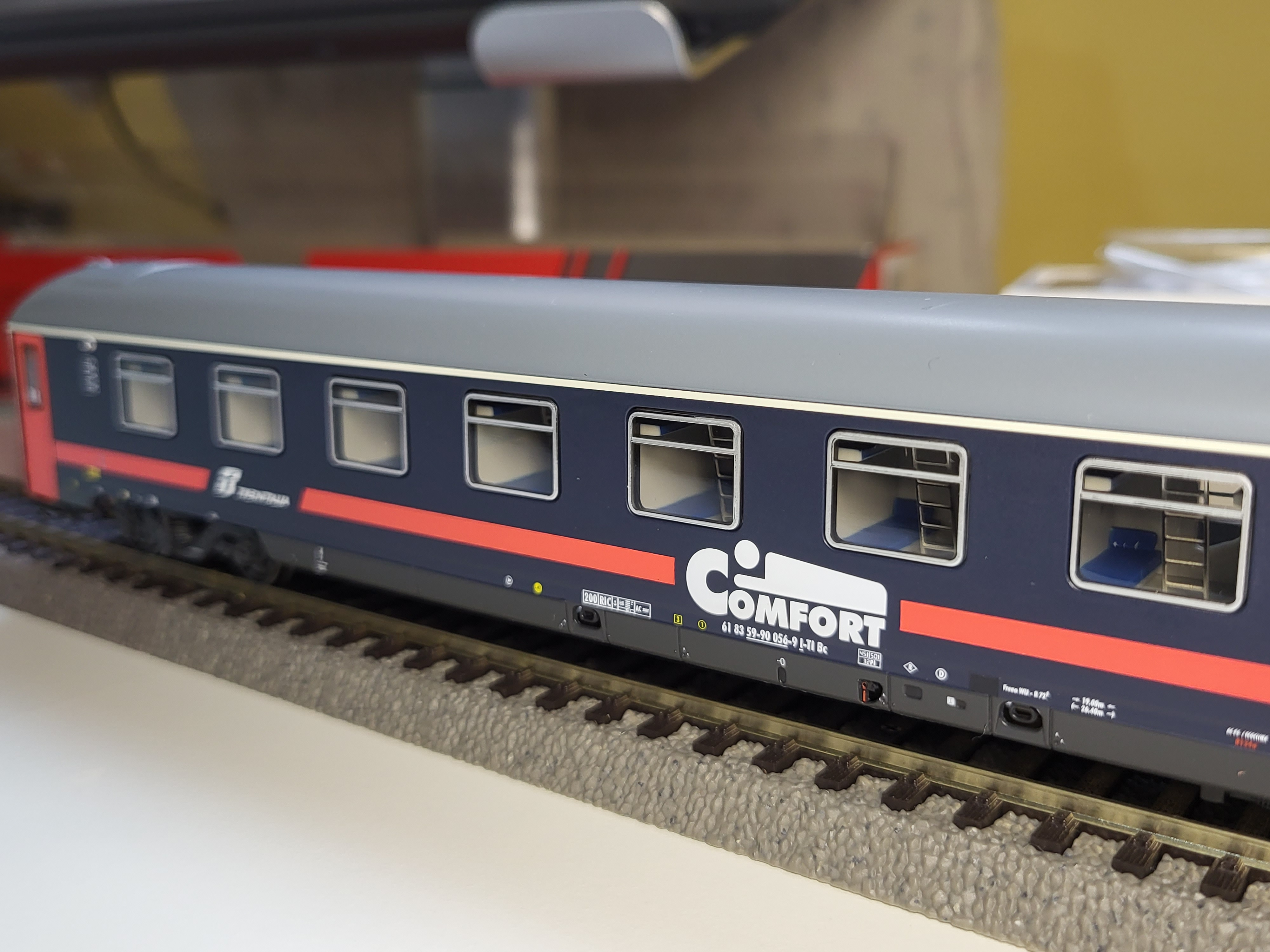
Riproduzione A.C.M.E. in scala H0 di una carrozza tipo UIC-X a cuccette (98R, T4), nella nuova Intercity Notte, destinata agli InterCity Notte (A.C.M.E. 50874), fotografata dal lato degli scompartimenti.
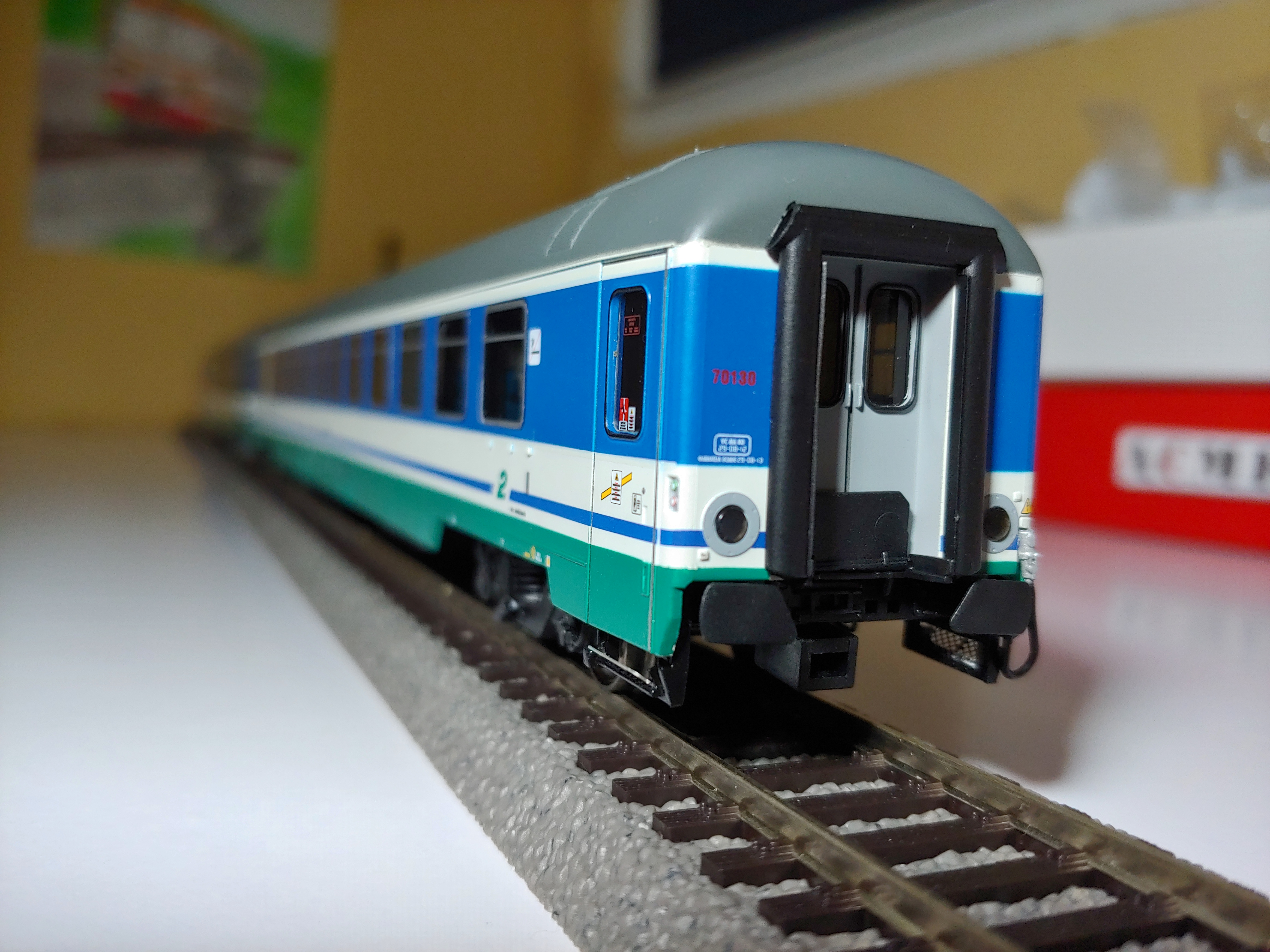
Riproduzione A.C.M.E. in scala H0 di una carrozza tipo UIC-X (revisione "Giubileo"), in livrea XMPR PAX, destinata agli InterCity, sia notturni che diurni (A.C.M.E. 50796).
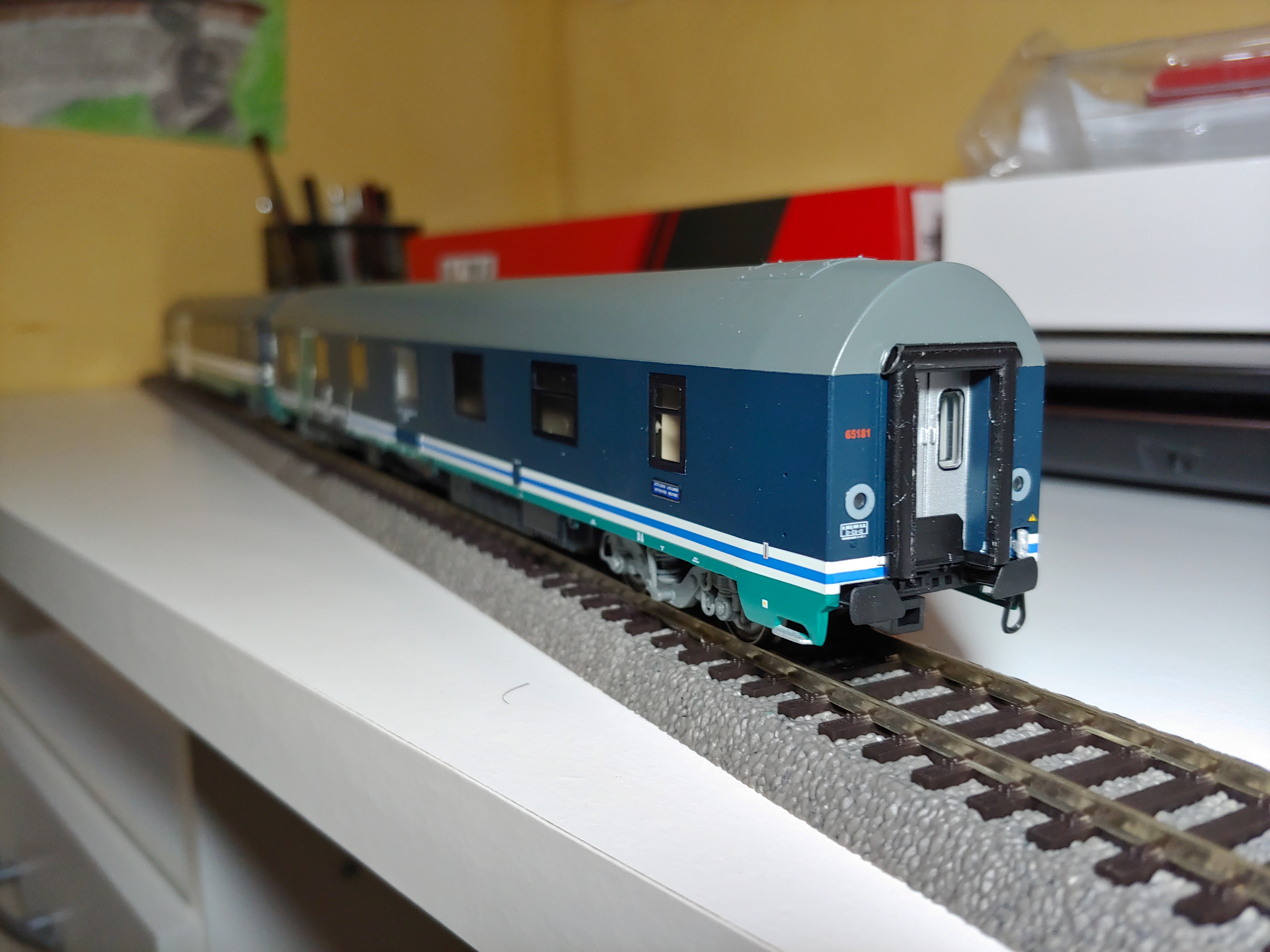
Riproduzione A.C.M.E. in scala H0 di una carrozza letti, tipo MU (revampizzata), in livrea XMPR (Treno Notte), destinata agli InterCity Notte (A.C.M.E. 50567).
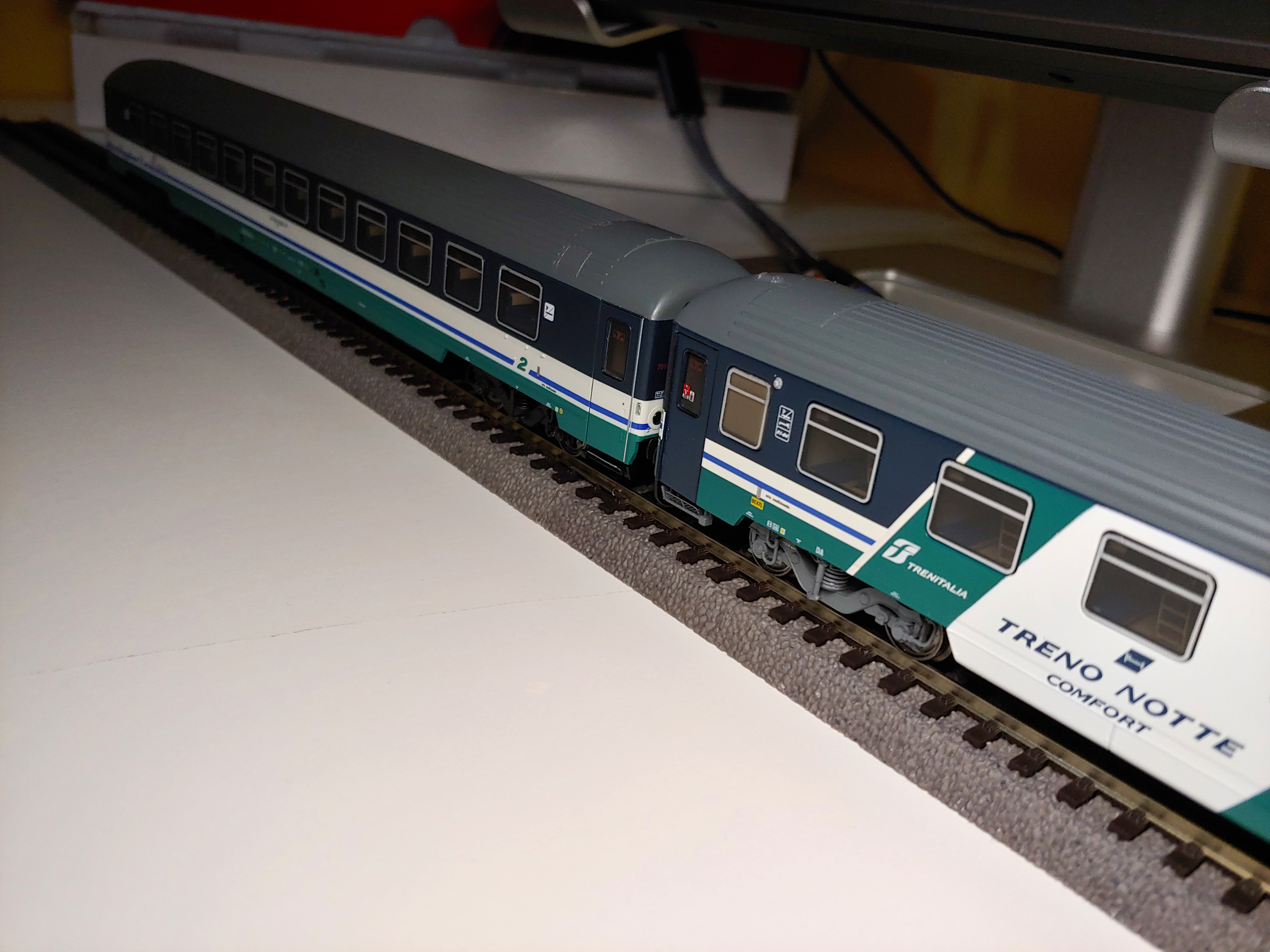
Riproduzione A.C.M.E. in scala H0 di una carrozza tipo UIC-X (revisione "Giubileo"), in livrea XMPR (ICN), destinata agli InterCity Notte (A.C.M.E. 50798).
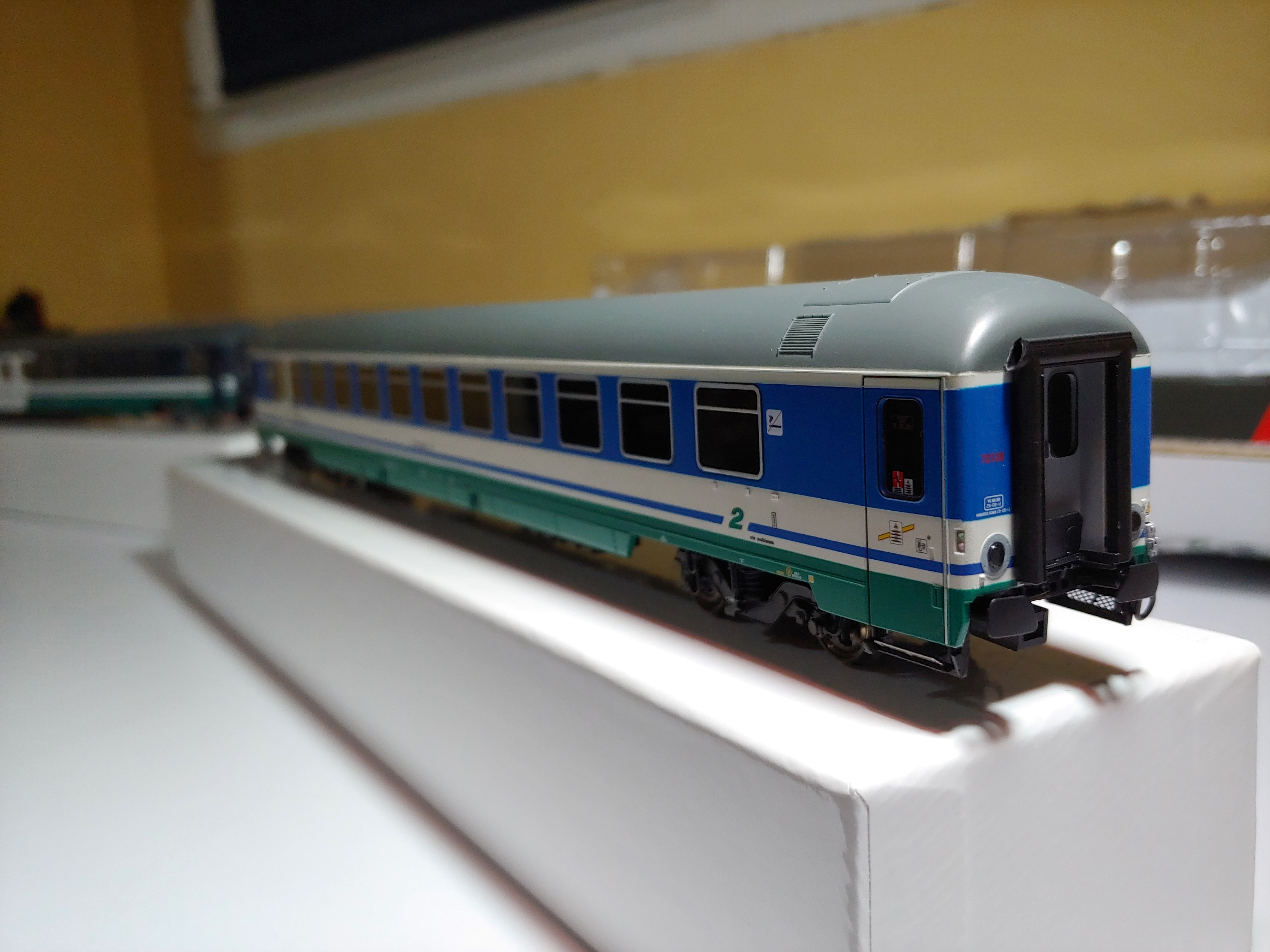
Riproduzione A.C.M.E. in scala H0 di una carrozza tipo UIC-X (revisione "Giubileo"), in livrea XMPR PAX, destinata agli InterCity, sia notturni che diurni (A.C.M.E. 50796).
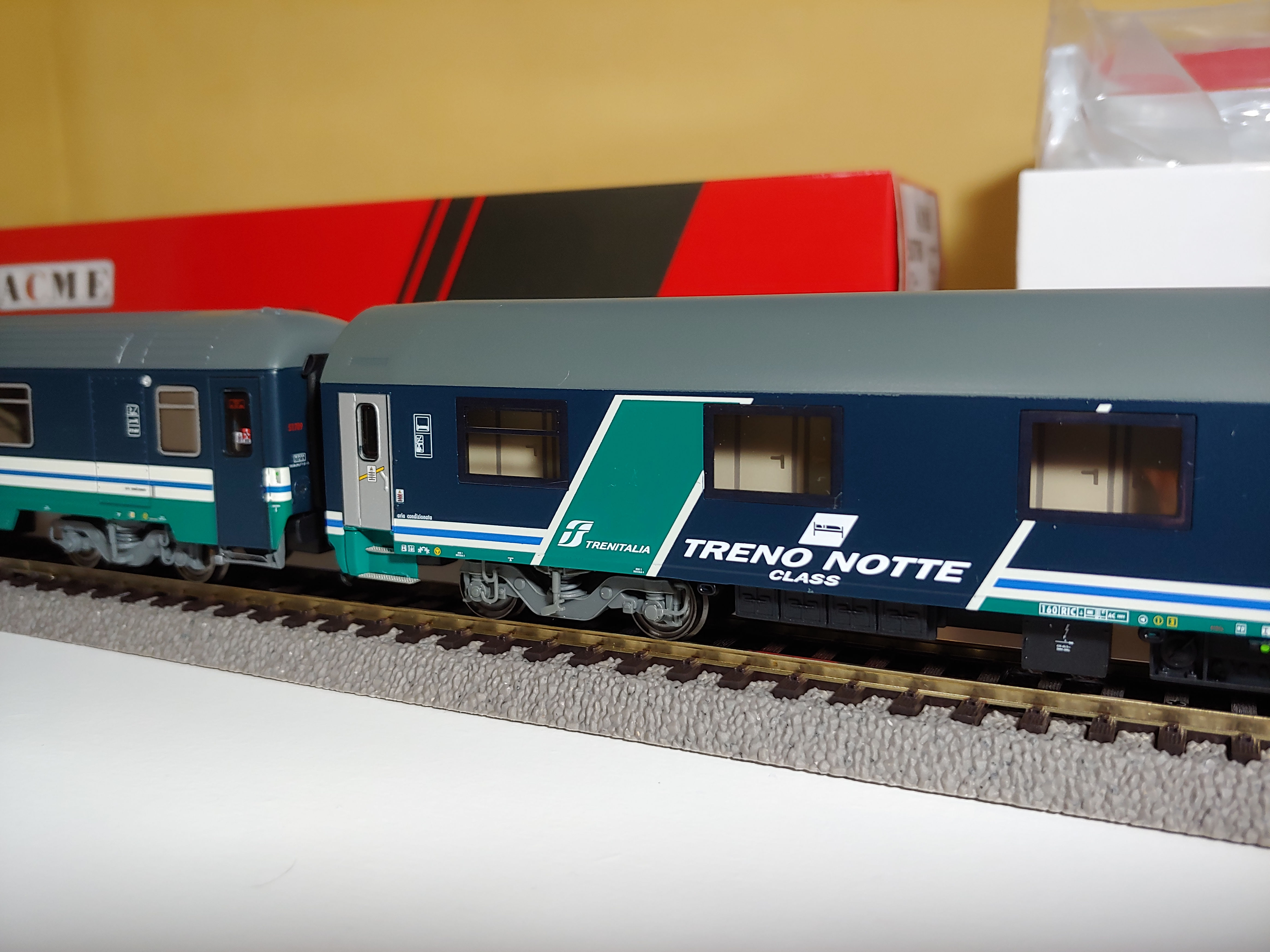
Riproduzione A.C.M.E. in scala H0 di una carrozza letti, tipo MU (revampizzata), in livrea XMPR (Treno Notte), destinata agli InterCity Notte (A.C.M.E. 50567).
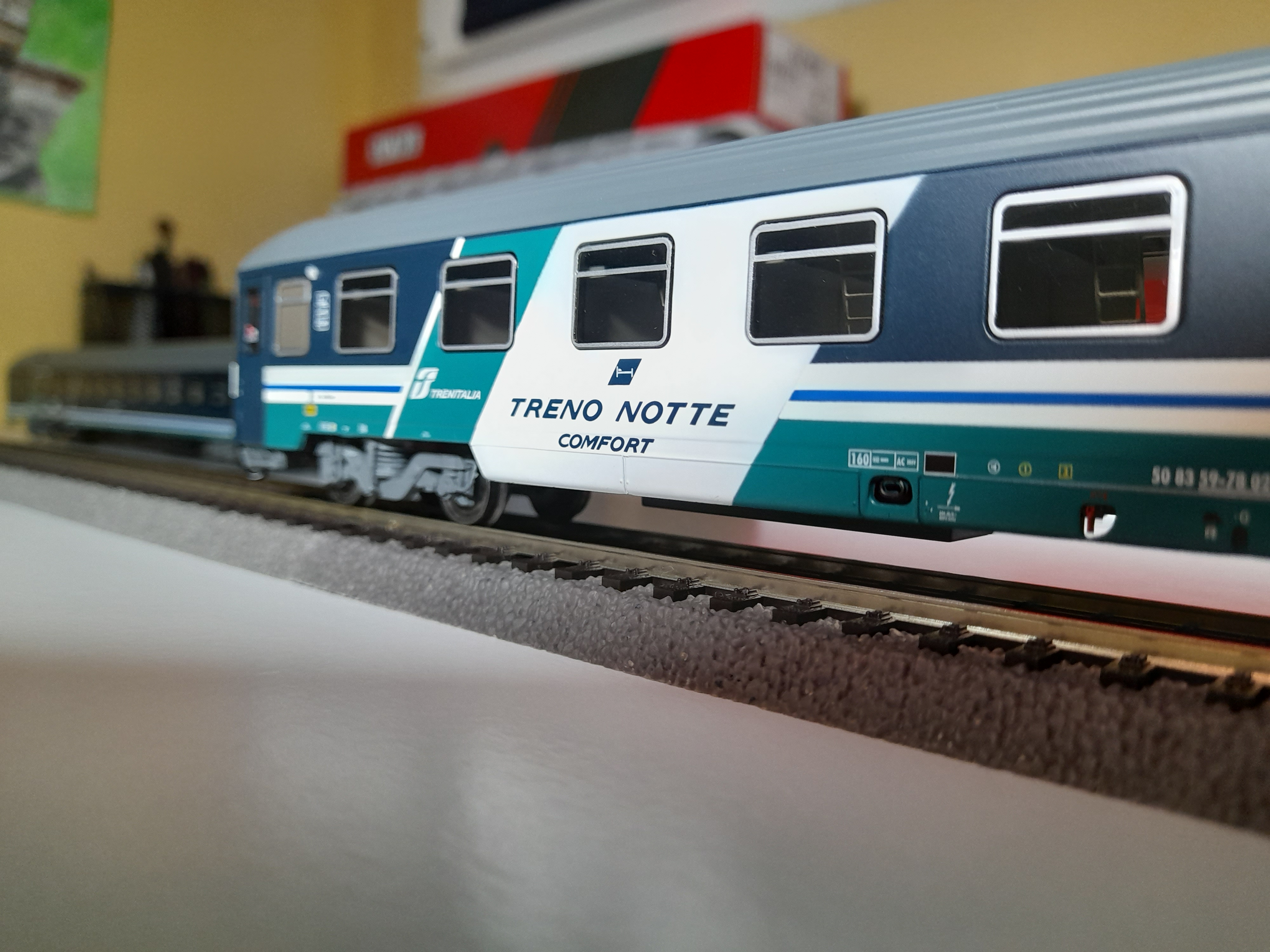
Riproduzione A.C.M.E. in scala H0 di una carrozza tipo UIC-X a cuccette (95R, T4), in livrea XMPR (Treno Notte), destinata agli InterCity Notte (A.C.M.E. 50875).
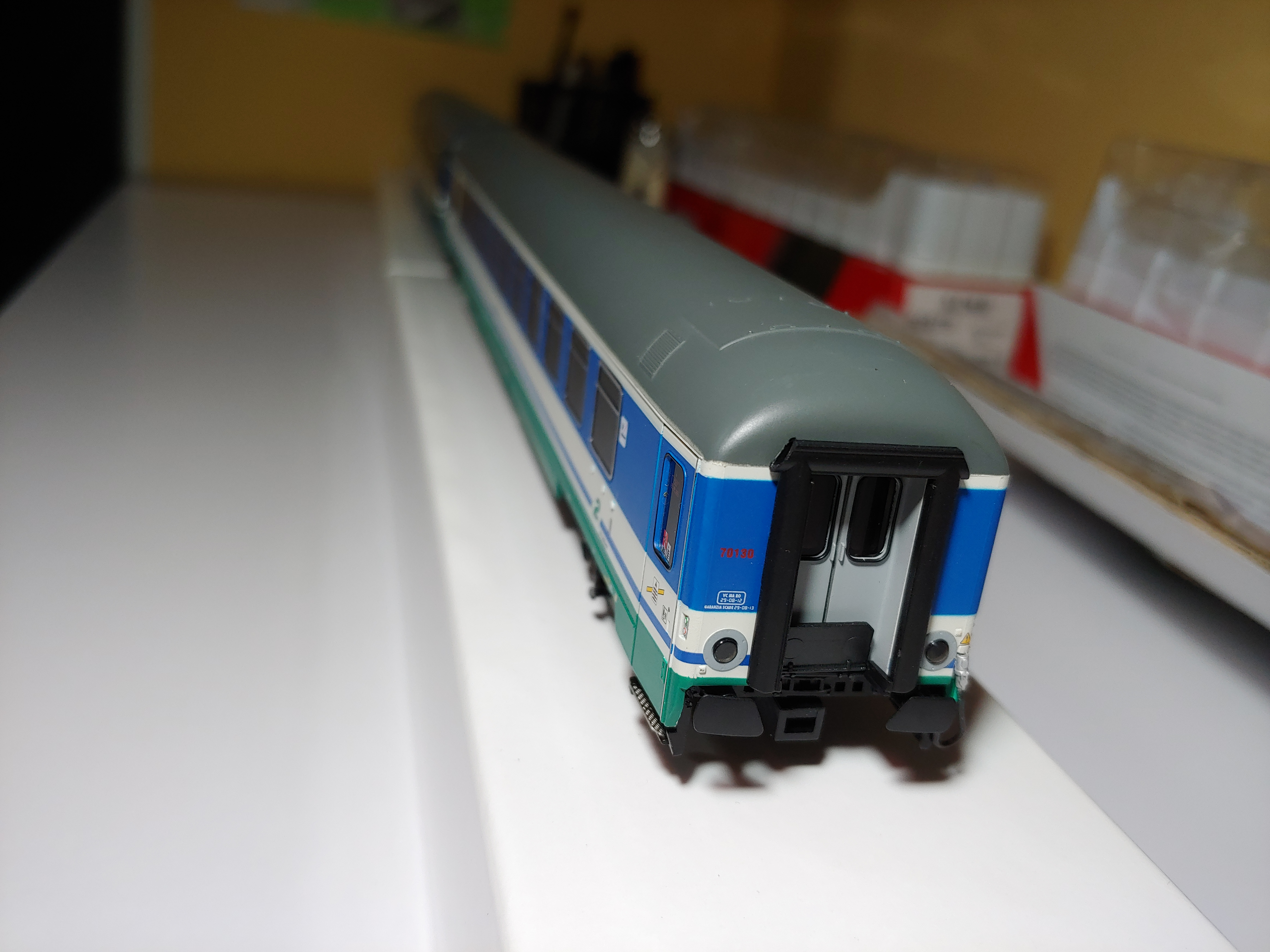
Riproduzione A.C.M.E. in scala H0 di una carrozza tipo UIC-X (revisione "Giubileo"), in livrea XMPR PAX, destinata agli InterCity, sia notturni che diurni (A.C.M.E. 50796).
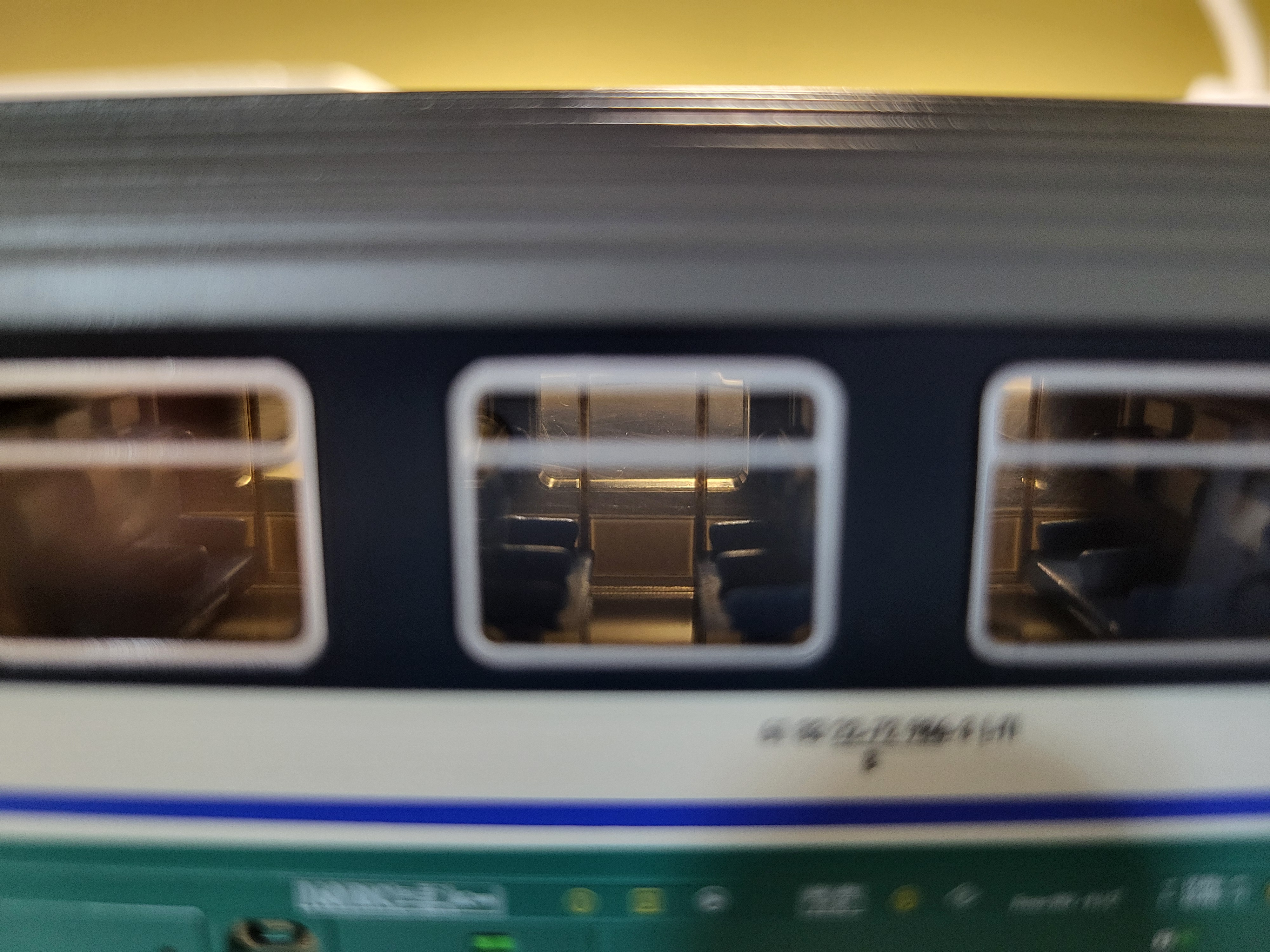
Particolare degli interni di una carrozza tipo UIC-X (revisione Giubileo), in livrea XMPR (ICN) (A.C.M.E. 50798, scala H0), in particolare di uno degli scompartimenti.
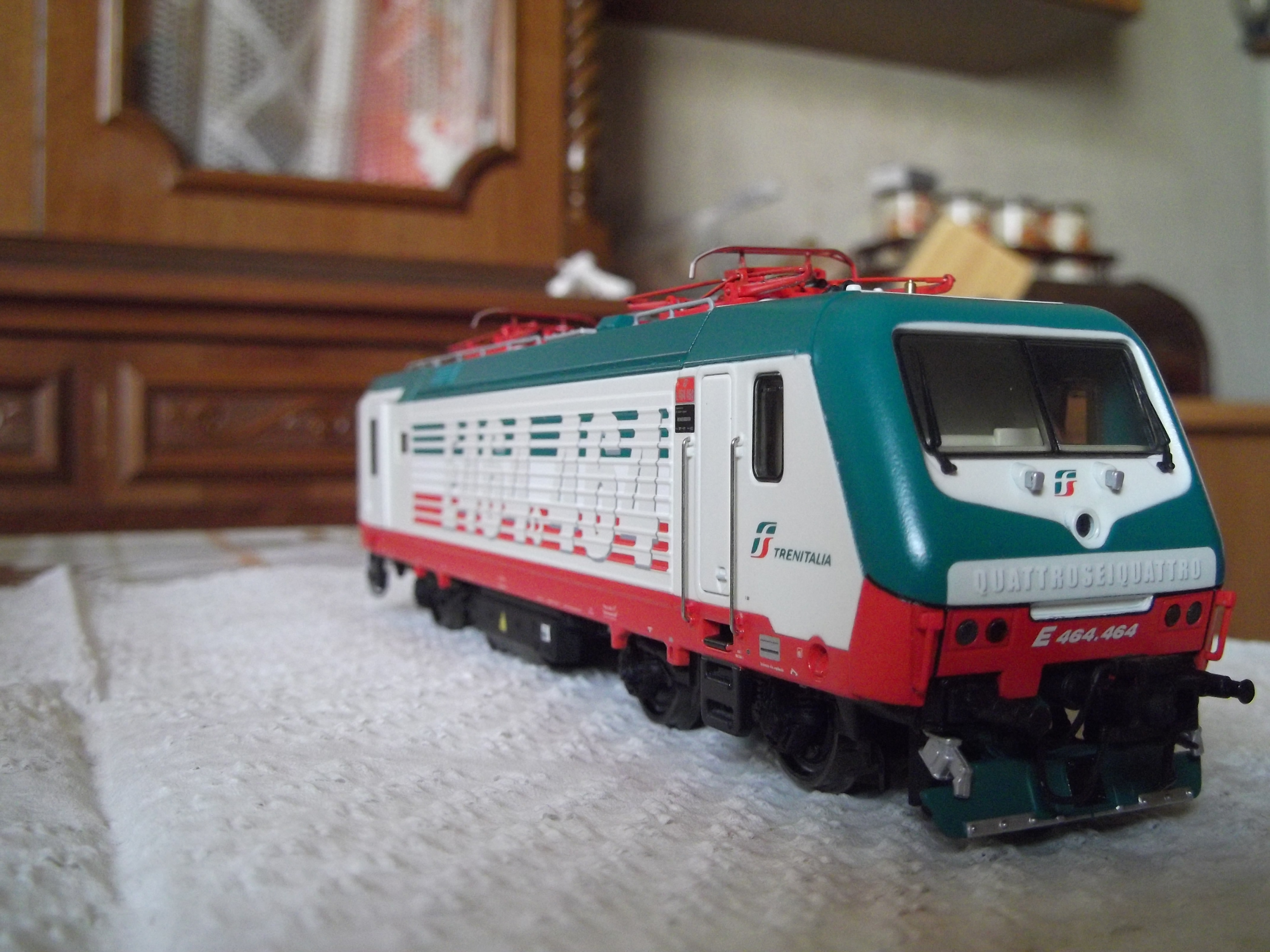
Riproduzione A.C.M.E. in scala H0 della locomotiva FS E.464.464 in livrea Celebrativa QUATTROSEIQUATTRO (A.C.M.E. 60045), realizzata per celebrare l’unità numero 464 del gruppo delle locomotive E.464, nel 2009.
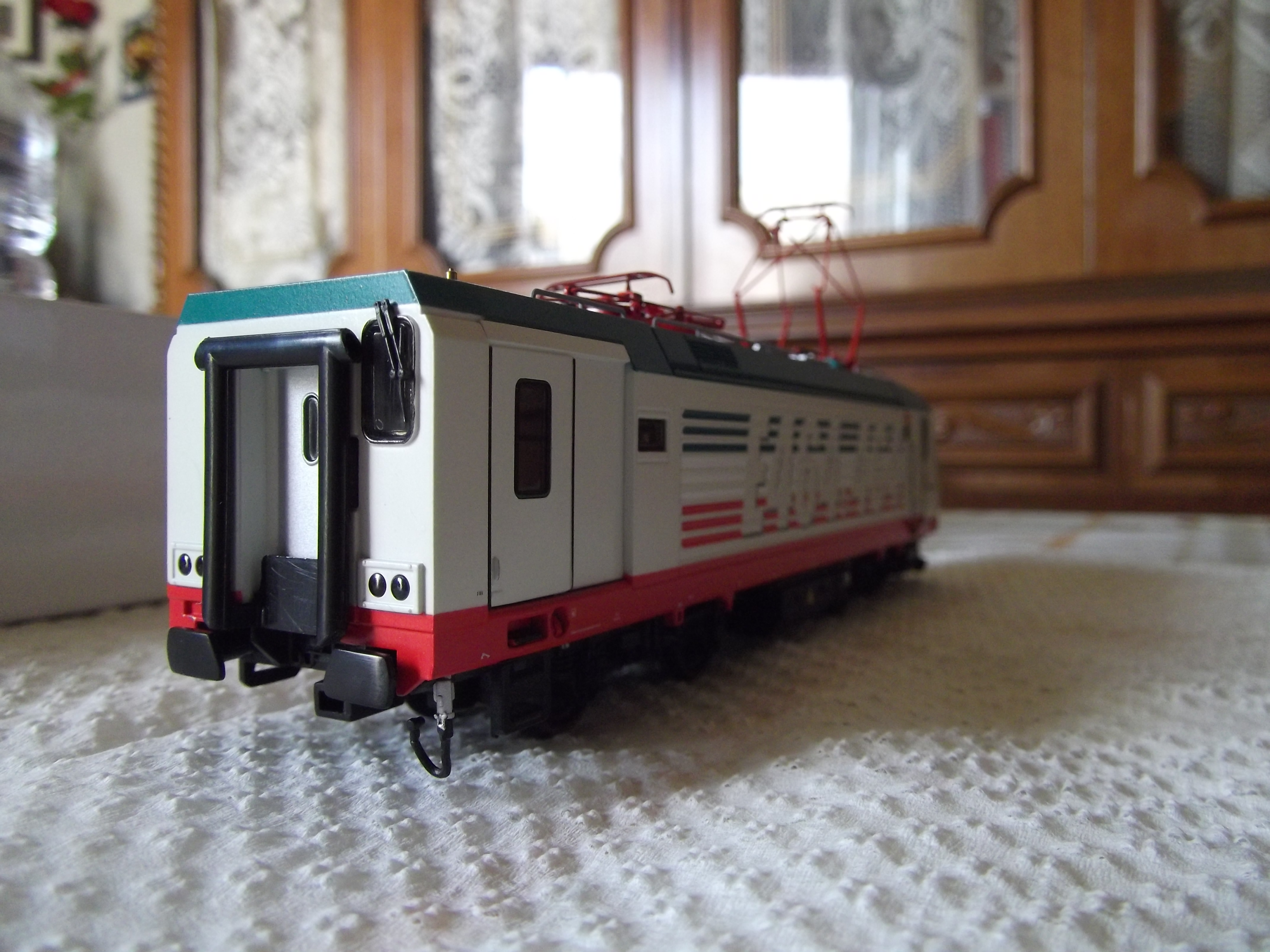
Riproduzione A.C.M.E. in scala H0 della locomotiva FS E.464.464 in livrea Celebrativa QUATTROSEIQUATTRO (A.C.M.E. 60045), realizzata per celebrare l’unità numero 464 del gruppo delle locomotive E.464, nel 2009.
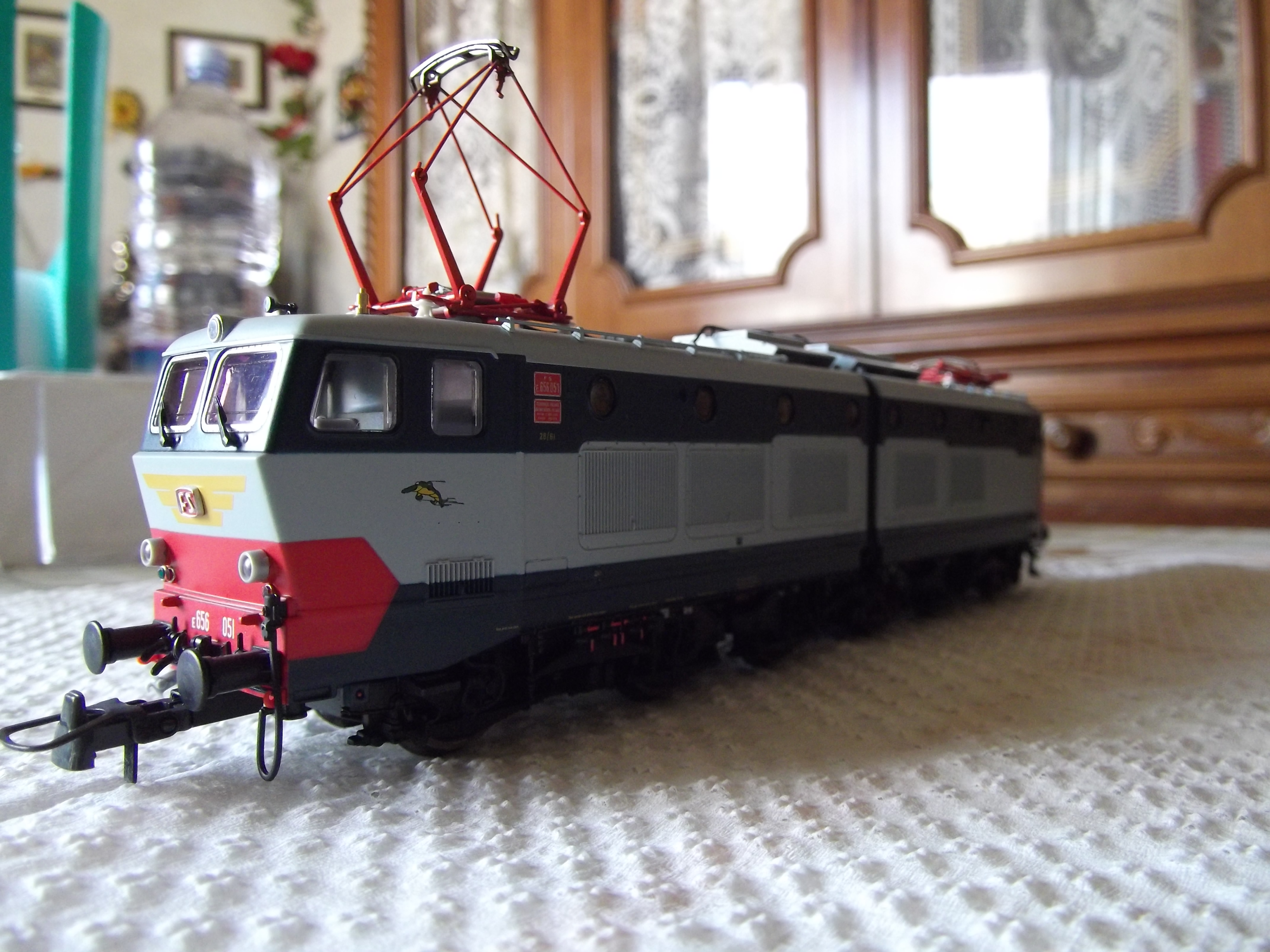
Riproduzione Roco in scala H0 della locomotiva E.656.051 (serie E.656), in livrea d'origine (Grigio perla-Blu orientale) (Roco 62567).
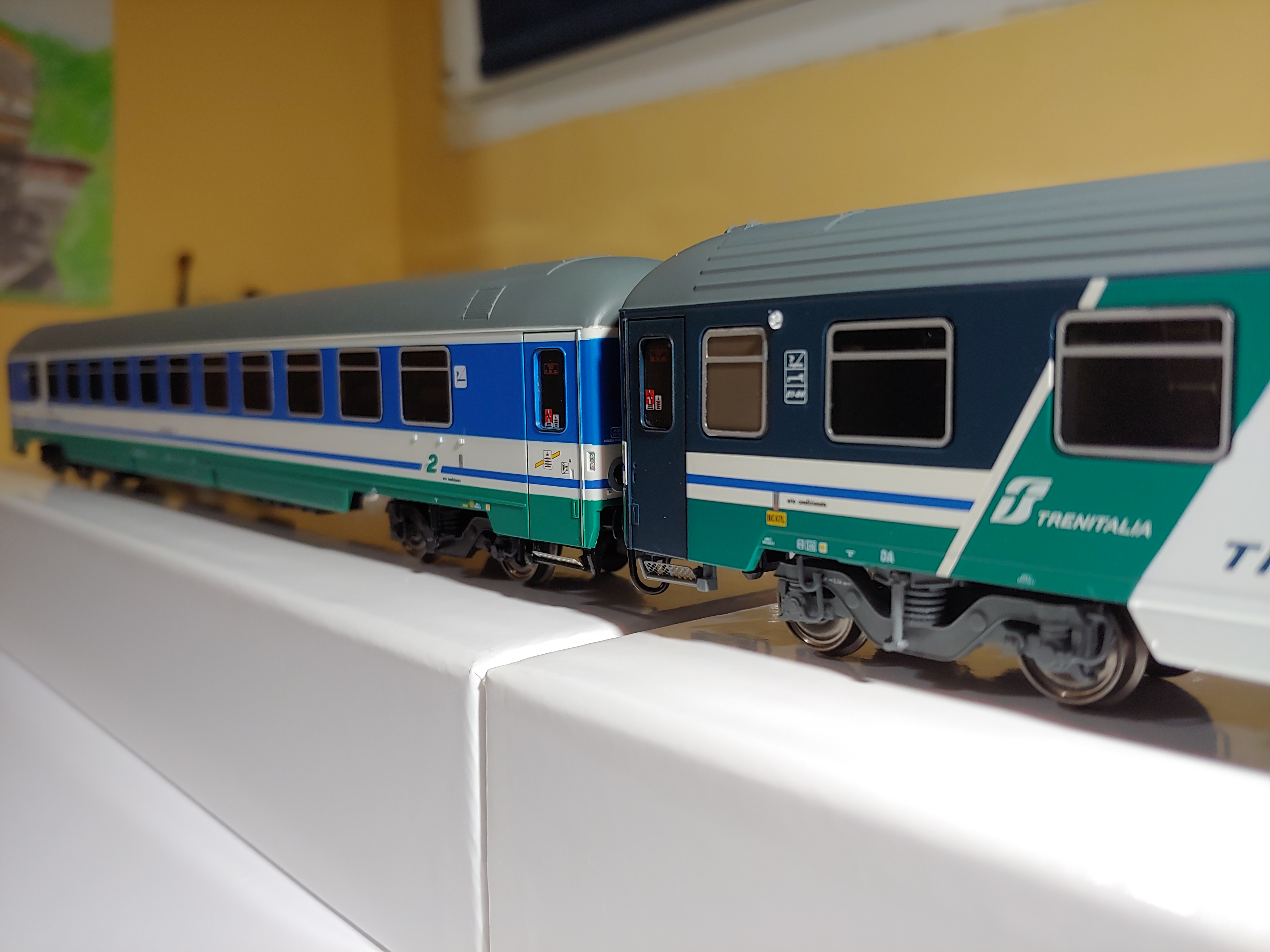
Riproduzione A.C.M.E. in scala H0 di una carrozza tipo UIC-X (revisione "Giubileo"), in livrea XMPR PAX, destinata agli InterCity, sia notturni che diurni (A.C.M.E. 50796).
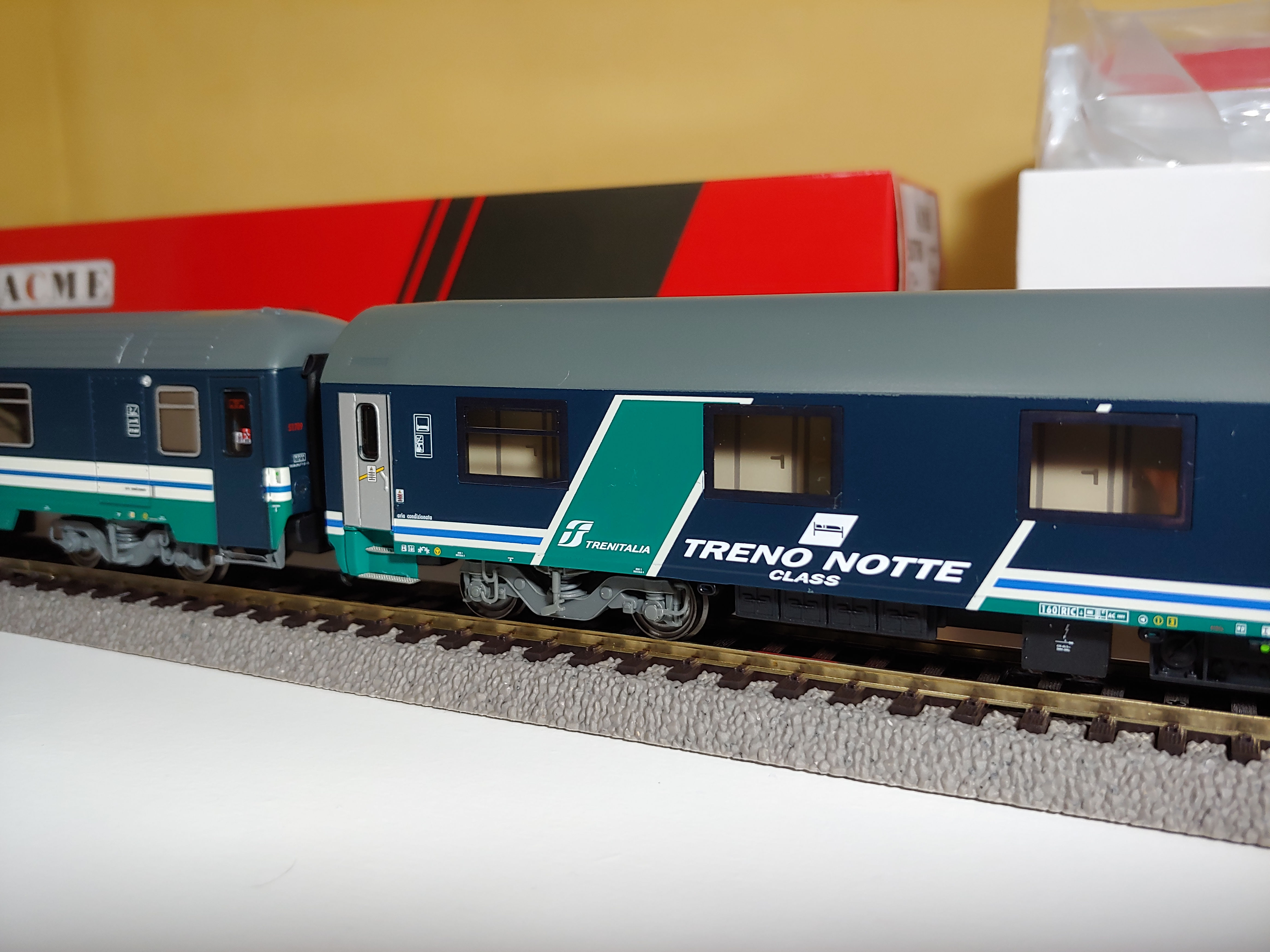
Riproduzione A.C.M.E. in scala H0 di una carrozza letti, tipo MU (revampizzata), in livrea XMPR (Treno Notte), destinata agli InterCity Notte (A.C.M.E. 50567), fotografata dal lato del corridoio.
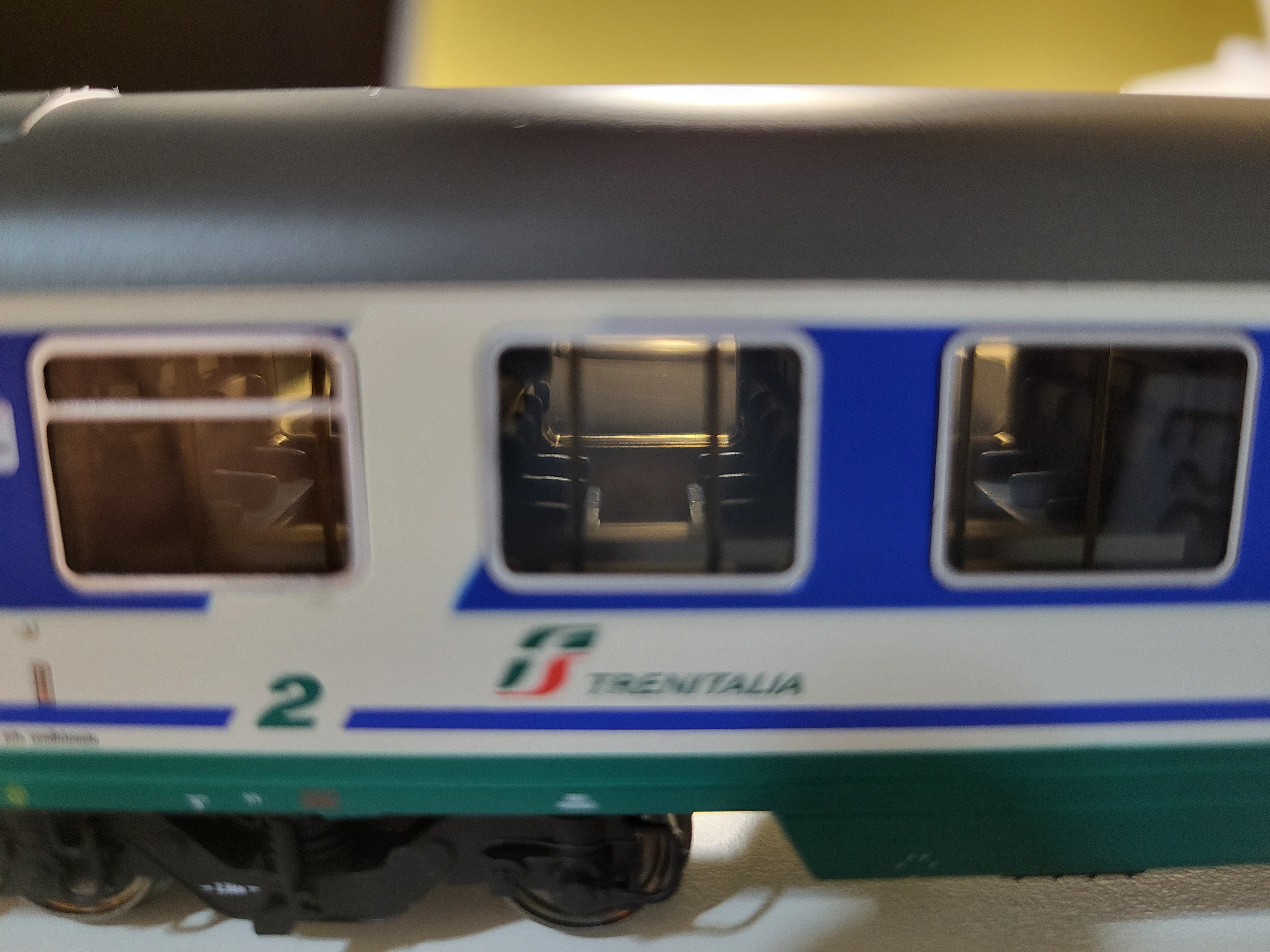
Particolare degli interni di una carrozza tipo UIC-X (revisione Giubileo), in livrea XMPR PAX (A.C.M.E. 50796, scala H0), in particolare di uno degli scompartimenti.
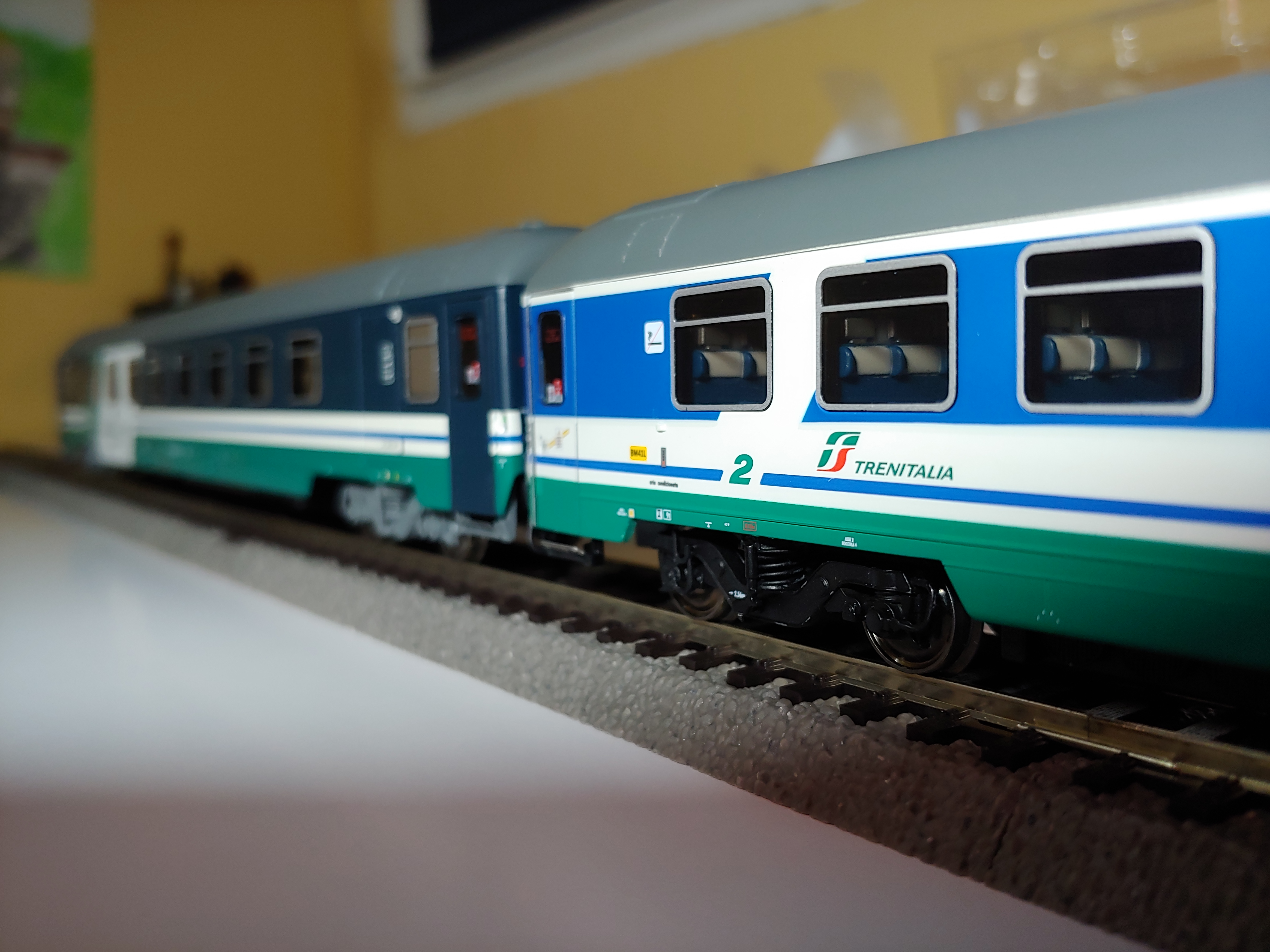
Veduta di alcuni scompartimenti di una carrozza tipo UIC-X (revisione "Giubileo"), in livrea XMPR PAX, scala H0 (A.C.M.E. 50796).
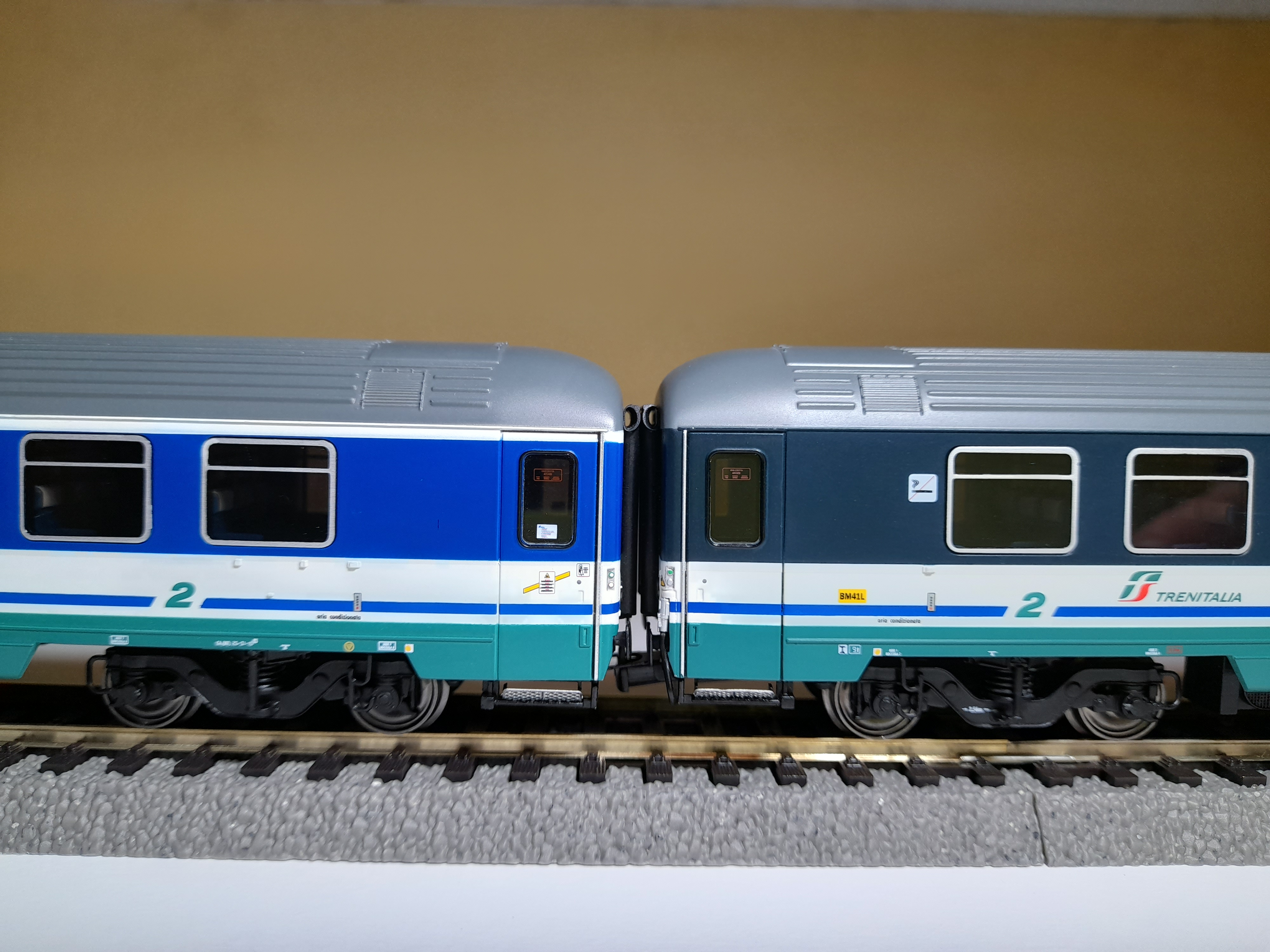
Riproduzione A.C.M.E. in scala H0 di due carrozze tipo UIC-X (revisione "Giubileo"), una in livrea XMPR PAX, e l'altra in livrea XMPR (ICN), destinate agli InterCity Notturni e Diurni (A.C.M.E. 50797 e 50798), fotografate dal lato degli scompartimenti.